# نهائي ملحق دوري الدرجة الأولى الإنجليزي 2025
نهائي ملحق دوري الدرجة الأولى الإنجليزي 2025 هو مباراة كرة قدم أُقيمت بتاريخ 25 مايو 2025 على ملعب ويمبلي في لندن، لتحديد الفريق الثالث والأخير المتأهل من دوري الدرجة الأولى الإنجليزي، وهو المستوى الثالث في نظام دوريات كرة القدم الإنجليزية، إلى دوري البطولة الإنجليزية.
حصل فريقا برمنغهام سيتي وريكسهام على الترقية المباشرة بعد احتلالهما المركزين الأول والثاني في موسم 2024–25 دوري الدرجة الأولى الإنجليزي. بينما شاركت الأندية التي احتلت المراكز من الثالث إلى السادس – ستوكبورت كاونتي، تشارلتون أثلتيك، ويكومب واندررز وليتون أورينت – في ملحق دوري كرة القدم الإنجليزية 2025.
فاز فريق تشارلتون في النهائي بنتيجة 1–0 أمام ليتون أورينت، ليعود إلى دوري البطولة الإنجليزية للمرة الأولى منذ هبوطه في عام 2020.

## طريق الفريقين إلى النهائي
| م | الفريق               | لعب | ف  | ت  | خ  | أ.له | أ.ع | أ.ف | نقاط | التأهل                                     |
| - | -------------------- | --- | -- | -- | -- | ---- | --- | --- | ---- | ------------------------------------------ |
| 1 | برمنغهام سيتي (C, P) | 46  | 34 | 9  | 3  | 84   | 31  | +53 | 111  | الترقي إلى دوري البطولة الإنجليزية 2025–26 |
| 2 | ريكسهام (P)          | 46  | 27 | 11 | 8  | 67   | 34  | +33 | 92   | الترقي إلى دوري البطولة الإنجليزية 2025–26 |
| 3 | ستوكبورت كاونتي      | 46  | 25 | 12 | 9  | 72   | 42  | +30 | 87   | مغادرة من الملحق                           |
| 4 | تشارلتون أثلتيك      | 46  | 25 | 10 | 11 | 67   | 43  | +24 | 85   | تأهل إلى الملحق                            |
| 5 | ويكومب واندررز       | 46  | 24 | 12 | 10 | 70   | 45  | +25 | 84   | مغادرة من الملحق                           |
| 6 | ليتون أورينت         | 46  | 24 | 6  | 16 | 72   | 48  | +24 | 78   | تأهل إلى الملحق                            |

أنهى تشارلتون أثلتيك موسم 2024–25 في المركز الرابع في دوري الدرجة الأولى الإنجليزي، أي بفارق مركزين وسبع نقاط أمام ليتون أورينت. وبذلك، لم يتمكن كلا الفريقين من نيل أحد المركزين المؤهلين مباشرةً إلى دوري البطولة الإنجليزية، وشاركا بدلاً من ذلك في ملحق دوري كرة القدم الإنجليزية 2025 لتحديد الفريق الثالث الصاعد.
أنهى تشارلتون الموسم بفارق سبع نقاط خلف ريكسهام، الذي صعد في المركز الثاني، و26 نقطة خلف البطل برمنغهام سيتي. كما أنهى الموسم بفارق نقطة واحدة فقط أمام ويكومب واندررز، الذي واجهه في نصف نهائي الملحق. أما ليتون أورينت فأنهى بفارق تسع نقاط خلف ستوكبورت كاونتي، الذي واجهه في نصف النهائي.
أُقيمت مباراة الذهاب بين ويكومب واندررز وتشارلتون على ملعب أدامز بارك يوم 11 مايو، وانتهت بالتعادل السلبي 0–0.
وفي 10 مايو، استضاف ملعب بريسبان رود مباراة الذهاب بين ليتون أورينت وستوكبورت كاونتي، وانتهت المباراة بالتعادل 2–2. سجل تشارلي كيلمان هدف التقدم لأورينت في الدقيقة 30 بعد تمريرة من عمر بيكلز، ثم عادل أوليفر نوروود النتيجة في الدقيقة 60 لستوكبورت من ركلة جزاء إثر لمسة يد على راماني إدموندز-غرين. وسرعان ما أضاف فريزر هورزفول الهدف الثاني للضيوف في الدقيقة 65 بعد تمريرة من نوروود، لكن كيلمان عاد وسجل التعادل لأورينت من ركلة جزاء في الدقيقة 88، بعد لمسة يد أخرى من هورزفول.
أقيمت مباراة الإياب بين تشارلتون وويكومب على ملعب ذا فالي يوم 15 مايو، وفاز فيها تشارلتون بنتيجة 1–0 بفضل هدف مات جودين في الدقيقة 81، ليحسم مجموع المباراتين بنتيجة 1–0، ويتأهل إلى النهائي الأول له في الملحق منذ نهائي ملحق دوري الدرجة الأولى الإنجليزي 2019 الذي فاز فيه على سندرلاند بنتيجة 2–1.
في 10 مايو، واجه ليتون أورينت فريق ستوكبورت كاونتي على ملعب بريسبان رود، وانتهت المباراة بالتعادل 2–2. افتتح تشارلي كيلمان التسجيل لأورينت في الدقيقة 30 بعد تمريرة حاسمة من عمر بيكلز. ثم عادل أوليفر نوروود النتيجة لستوكبورت في الدقيقة 60 من ركلة جزاء بعد لمسة يد على راماني إدموندز-غرين. وبعد خمس دقائق، سجل فريزر هورزفول الهدف الثاني للضيوف إثر تمريرة من نوروود. إلا أن كيلمان عاد وأدرك التعادل لصالح أورينت في الدقيقة 88 بركلة جزاء ثانية بعد لمسة يد أخرى على هورزفول.
لعب تشارلتون أثلتيك مباراة الإياب ضد ويكومب واندررز على ملعب ذا فالي بتاريخ 15 مايو، وفاز بنتيجة 1–0. سجل مات جودين هدف المباراة الوحيد في الدقيقة 81، مانحًا فريقه الفوز ذهابًا وإيابًا بنتيجة 1–0 في مجموع المباراتين، مما أهله إلى النهائي للمرة الأولى منذ نهائي ملحق دوري الدرجة الأولى الإنجليزي 2019، الذي تغلب فيه على سندرلاند بنتيجة 2–1.
أقيمت مباراة الإياب بين ليتون أورينت وستوكبورت كاونتي على ملعب إدجيلي بارك يوم 14 مايو، وانتهت بالتعادل 1–1 بعد الوقت الإضافي، قبل أن يفوز أورينت بركلات الترجيح 4–1. افتتح أولي أونيل التسجيل لأورينت في الدقيقة الثالثة بعد تنفيذ ناجح لـركلة حرة من إيثان غالبريث، ثم عادل إسحاق أولاوف النتيجة لستوكبورت في الدقيقة 74 بعد تمريرة من جاك دايموند. ومع عدم تسجيل أي أهداف إضافية خلال الوقت الإضافي، اتجهت المباراة إلى ركلات الترجيح، حيث سجل نوروود فقط لصالح ستوكبورت، في حين أهدر كل من دايموند وريان رايدل. بالمقابل، نجح كل من توم جيمس، شون كلير، عظيم عبد العلي، وغالبريث في تسجيل ركلاتهم لصالح أورينت، مما ضمن تأهل الفريق إلى أول نهائي ملحق له منذ نهائي ملحق دوري الدرجة الأولى الإنجليزي 2014، الذي انتهى بالتعادل 2–2 قبل أن يخسر أمام روذرهام يونايتد بنتيجة 4–3 بركلات الترجيح.

## المباراة

### التفاصيل
| تشارلتون أثلتيك | ليتون أورينت |

|                                          | رقم | الجنسية                    | اللاعب |
| ---------------------------------------- | --- | -------------------------- | ------ |
| حارس                                     | 25  | ويل مانيون                 |        |
| قلب دفاع                                 | 2   | كاين رامسي                 |        |
| قلب دفاع                                 | 5   | لويد جونز                  | 90+2'  |
| قلب دفاع                                 | 3   | ماكولي جيليسبي             |        |
| ظهير أيمن                                | 26  | تيري سمول                  | 68'    |
| وسط                                      | 6   | كونور كوفنتري              |        |
| وسط                                      | 10  | غريغ دوكيرتي (قالب:قائد)   |        |
| ظهير أيسر                                | 16  | جوش إدواردز (مواليد 2000)  |        |
| وسط هجومي                                | 17  | أليكس جيلبرت               | 68'    |
| جناح                                     | 7   | تايريس كامبل               | 81'    |
| مهاجم                                    | 24  | مات جودين                  | 81'    |
| البدلاء:                                 |     |                            |        |
| حارس                                     | 21  | أشلي ماينارد-بروير         |        |
| مدافع                                    | 4   | أليكس ميتشل (لاعب كرة قدم) |        |
| مدافع                                    | 27  | تيناي واتسون               | 68'    |
| وسط                                      | 8   | لوك بيري                   |        |
| وسط                                      | 18  | كاروي أندرسون              | 68'    |
| مهاجم                                    | 22  | تشوكس أنيكي                | 81'    |
| مهاجم                                    | 33  | ميكا مبك                   | 81'    |
| المدرب: نايثان جونز (لاعب كرة قدم ويلزي) |     |                            |        |

|                      | رقم | الجنسية                       | اللاعب |
| -------------------- | --- | ----------------------------- | ------ |
| حارس                 | 24  | جوش كيلي                      |        |
| ظهير أيمن            | 22  | إيثان غالبريث                 |        |
| قلب دفاع             | 19  | عمر بيكلز (قالب:قائد)         | 82'    |
| قلب دفاع             | 45  | راماني إدموندز-غرين           |        |
| ظهير أيسر            | 12  | جاك كوري                      |        |
| وسط                  | 8   | جوردان براون (مواليد 2001)    | 74'    |
| وسط                  | 28  | شون كلير                      | 74'    |
| جناح أيمن            | 7   | دان أجايي                     | 82'    |
| وسط هجومي            | 17  | جيمي دونلي                    |        |
| جناح أيسر            | 21  | أولي أونيل                    | 82'    |
| مهاجم                | 23  | تشارلي كيلمان                 |        |
| البدلاء:             |     |                               |        |
| حارس                 | 26  | نواه فيليبس                   |        |
| مدافع                | 2   | توم جيمس (لاعب كرة قدم ويلزي) | 74'    |
| مدافع                | 5   | دان هابي                      | 82'    |
| وسط                  | 9   | رانديل ويليامز                | 82'    |
| وسط                  | 15  | دومينيك بول                   | 74'    |
| وسط                  | 47  | عظيم عبد العلي                | 82'    |
| مهاجم                | 44  | ديلان ماركانداي               |        |
| المدرب: ريتشي ويلينز |     |                               |        |

الإحصائيات
| الإحصائية           | تشارلتون أثلتيك | ليتون أورينت |
| ------------------- | --------------- | ------------ |
| الاستحواذ           | 37٪             | 63٪          |
| الأهداف             | 1               | 0            |
| تسديدات على المرمى  | 3               | 1            |
| تسديدات خارج المرمى | 2               | 15           |
| مخالفات             | 11              | 9            |
| ركلات ركنية         | 2               | 6            |
| بطاقات صفراء        | 1               | 0            |
| بطاقات حمراء        | 0               | 0            |